# Примачок Юрій Леонідович
Юрій Леонідович Примачок (нар. 18 травня 1961, місто Кіровськ, тепер місто Голубівка Луганської області) — український радянський діяч, прохідник шахти імені Кірова виробничого об'єднання «Стахановвугілля» Луганської області. Депутат Верховної Ради УРСР 11-го скликання.

## Біографія
Освіта середня. Член ВЛКСМ.
З 1978 року — автослюсар автотранспортного підприємства 12123 у місті Кіровську Луганської області.
З 1981 року — прохідник шахти імені Кірова виробничого об'єднання «Стахановвугілля» Луганської області.
Проживає у місті Кіровськ Луганської області.

## Нагороди
- ордени
- медалі